# Aditi Rao Hydari
Aditi Rao Hydari (Hyderabad, 28 de octubre de 1978) es una actriz, cantante y bailarina india, reconocida por su trabajo en el cine de Bollywood y en producciones en idioma tamil, telugu y malabar.

## Primeros años
Aditi Rao Hydari nació el 28 de octubre de 1978 en Hyderabad, hija de Ehsaan Hydari y su esposa Vidya Rao, una popular cantante india. Su padre, fallecido en 2013, era musulmán, y su madre es una budista practicante.
Hydari pertenece a dos linajes reales, de Muhammad Saleh Akbar Hydari y del Raja J. Rameshwar Rao. Es la bisnieta de Akbar Hydari, ex Primer Ministro del estado de Hyderabad y la sobrina nieta de Muhammad Saleh Akbar Hydari, exgobernador de Assam. La cineasta Kiran Rao, esposa del actor Aamir Khan, es su prima segunda materna.
Los padres de Hydari se separaron cuando ella tenía dos años. Su madre se mudó de Hyderabad a Nueva Delhi y desde allí dirigió el negocio familiar. Aunque su padre se volvió a casar y no tuvo hijos, su madre permaneció soltera. Hydari pasó su infancia tanto en Hyderabad como en Nueva Delhi. Comenzó a aprender la danza clásica Bharatanatyam a la edad de cinco años y se convirtió en discípula de la aclamada bailarina Leela Samson.

## Carrera
Hizo su debut en la película en idioma malabar Prajapathi en 2006. Su debut en el cine tamil ocurrió en el largometraje Sringaram de 2007, en la que interpretó el papel de una mujer devadasi generando reseñas positivas.
Hydari logró el reconocimiento en su país en la película romántica de Sudhir Mishra Yeh Saali Zindagi, un papel que le valió el premio a la mejor actriz protagónica en los Screen Awards. A partir de entonces protagonizó una gran cantidad de producciones exitosas en Bollywood como el musical Rockstar (2011), la cinta de horror Murder 3 (2013), la comedia de acción Boss (2013) y el largometraje de suspenso Wazir (2016). Su interpretación de la reina Mehrunisa en la película histórica de 2018 Padmaavat fue bien recibida; la cinta se convirtió en un éxito de taquilla y cosechó reseñas positivas.

## Filmografía

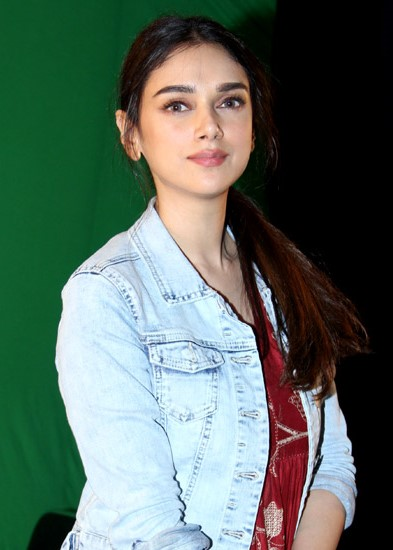
Durante la promoción de Bhoomi, 2017.

| Año  | Título                       | Papel            | Idioma  | Notas                                                   |
| ---- | ---------------------------- | ---------------- | ------- | ------------------------------------------------------- |
| 2006 | Prajapathi                   | Savithri         | Malabar |                                                         |
| 2007 | Sringaram                    | Madhura/Varshini | Tamil   |                                                         |
| 2009 | Delhi 6                      | Rama             | Hindi   |                                                         |
| 2011 | Yeh Saali Zindagi            | Shanti           | Hindi   |                                                         |
| 2011 | Rockstar                     | Sheena           | Hindi   |                                                         |
| 2012 | London, Paris, New York      | Lalitha Krishnan | Hindi   |                                                         |
| 2013 | Murder 3                     | Roshni           | Hindi   |                                                         |
| 2013 | Boss                         | Ankita Thakur    | Hindi   |                                                         |
| 2014 | Khoobsurat                   | Kiara            | Hindi   | Cameo                                                   |
| 2014 | Rama Madhav                  |                  | Marathi | Aparición especial en la canción "Loot Liyo Mohe Shyam" |
| 2015 | Guddu Rangeela               | Baby             | Hindi   |                                                         |
| 2016 | Wazir                        | Ruhana Ali       | Hindi   |                                                         |
| 2016 | Fitoor                       | Begum Hazrat     | Hindi   |                                                         |
| 2016 | The Legend of Michael Mishra | Varshali Shukla  | Hindi   |                                                         |
| 2017 | Kaatru Veliyidai             | Leela Abraham    | Tamil   |                                                         |
| 2017 | Bhoomi                       | Bhoomi Sachdeva  | Hindi   |                                                         |
| 2018 | Padmaavat                    | Mehrunisa        | Hindi   |                                                         |
| 2018 | Daas Dev                     | Chandni          | Hindi   |                                                         |
| 2018 | Sammohanam                   | Sameera          | Telugu  |                                                         |
| 2018 | Chekka Chivantha Vaanam      | Parvathi         | Tamil   |                                                         |
| 2018 | Antariksham 9000 KMPH        | Riya             | Telugu  |                                                         |